# Свети Марк (Влашка Блаца)
„Свети Марк“ (на гръцки: Αγίου Μάρκου) е православна църква в градчето Влашка Блаца (Власти), Егейска Македония, Гърция, част от Сисанийската и Сятищка епархия.
Църквата е най-новият и най-внушителният храм на градчето. Построен през 1856 г. от братята Лувриотис. Има икони от 1872, книги и свещени съдове от 1743 година. В архитектурно отношение е базилика с красива четириъгълна камбанария, построена през 1930 година от блацкия архитект Д. Пецилас. Според легендата иконата на Свети Марк е намерена в изоставеното селище Пекревенико от дървосекачи, преместили се в Блаца. През зимата на 1995 година целият храм без камбанарията е унищожен от пожар и всички ценни реликви са загубени. Църквата е веднага възстановена с дарения на местните жители.